# Villars-sur-Var
Vilar de Var (Villars-sur-Var em francês) é uma comuna francesa na região administrativa da Provença-Alpes-Costa Azul, no departamento Alpes Marítimos. Estende-se por uma área de 25,27 km², com  (Villarois) 553 habitantes, segundo os censos de 1999, com uma densidade de 21 hab/km².
1. ↑  «Commune». web.archive.org. 15 de dezembro de 2012. Consultado em 21 de julho de 2020